# Eliseo Álvarez
Eliseo Álvarez (9 de agosto de 1940 - 1999) foi um futebolista uruguaio que atuava como defensor.

## Carreira
Eliseo Álvarez fez parte do elenco da Seleção Uruguaia de Futebol, na Copa do Mundo de  1962 e 1966. 